# Victoria Cirlot
Victoria Cirlot Valenzuela (Barcelona, 1955) es una estudiosa española de la cultura y literatura medieval, filóloga, traductora y editora.

## Biografía
En la actualidad es catedrática de filología románica en la facultad de humanidades de la Universidad Pompeu Fabra de Barcelona, y directora del Instituto Universitario de Cultura en dicha universidad.
Se ha dedicado al estudio de la Edad Media: cultura caballeresca y mística. Realizó diversas traducciones de novelas artúricas de los siglos XII y XIII del francés antiguo, como Perlesvaus o El alto libro del Grial y también de lírica trovadoresca. Entre sus libros dedicados a la novela artúrica destaca Figuras del destino. Mitos y símbolos de la Europa medieval. En el ámbito de la mística medieval se ha ocupado de Hildegard von Bingen en Vida y visiones de Hildegard von Bingen, así como de otras escritoras místicas en La mirada interior. Escritoras místicas y visionarias de la Edad Media. Ha trabajado acerca del fenómeno visionario en estudios comparativos de la Edad Media y siglo XX: Hildegard von Bingen y la tradición visionaria de Occidente y en La visión abierta. El mito del Grial y el surrealismo.
Es directora de la colección El Árbol del Paraíso de la editorial Siruela. También se ha ocupado de la edición de la obra de su padre, el poeta y autor del Diccionario de símbolos, Juan Eduardo Cirlot.
Es coordinadora del Grupo de Investigación de la Bibliotheca Mystica et Philosophica Alois M. Haas.
Sus principales líneas de investigación son la literatura medieval, la teoría de la literatura y la literatura comparada.

## Obra
- Cirlot, Victoria (2024). Grial. Poética y mito (siglos XII-XV). El Árbol del Paraíso 111. Madrid: Ediciones Siruela. ISBN 978-84-10183-52-0.
- Cirlot, Victoria (2023). Taüll. Liturgia y visión en los ábsides románicos catalanes. Sd Ediciones. ISBN 978-84-126709-8-1.
- – (2021). Ariadna abandonada. Nietzsche trabaja en el mito. Barcelona: Ediciones Alpha Decay. ISBN 978-84-122901-2-7.[3]
- Cirlot, Victoria; Garí, Blanca (2021). La mirada interior. Mística femenina en la Edad Media. El Árbol del Paraíso 100. Madrid: Ediciones Siruela. ISBN 978-84-18436-49-9.[4]
- Cirlot, Victoria (2019). Visión en rojo. Madrid: Ediciones Siruela. ISBN 978-84-17860-09-7.
- – (2018). Luces del Grial. Barcelona: Ediciones Alpha Decay. ISBN 978-84-947423-5-4.[5]
- Caroline Bruzelius, Victoria Cirlot, Blanca Garí, Marco Rainini y María Tausiet (2017).  Victoria Cirlot y Blanca Garí, ed. El monasterio interior. Barcelona: Fragmenta Editorial. ISBN 978-84-15518-69-3.
- Cirlot, Victoria (2014). Grial. Poética y mito (siglos XII-XV). El Árbol del Paraíso 81. Madrid: Ediciones Siruela. ISBN 978-84-16208-41-8.[6][7]
- Francisco García Bazán, Bernardo Nante, Leandro Pinkler, Enrique Galán Santamaría (Madrid), Victoria Cirlot (Barcelona), Luigi Zoja (Milán) y Valentín Romero (2011). La voz de Filemón. Estudios sobre El libro rojo de Jung. Colección Catena Aurea. 272 pp. Editorial El hilo de Ariadna: Malba & Fundación Costantini. ISBN 978-987-1271-36-8.
- Cirlot, Juan Eduardo (2011). Diccionario de símbolos. El Árbol del Paraíso. Epílogo de Victoria Cirlot (16ª edición). Madrid: Ediciones Siruela. ISBN 978-84-7844-352-9.
- Cirlot, Victoria (2011). Historia del Caballero Cobarde y otros relatos artúricos. Las Tres Edades 230. Madrid: Ediciones Siruela. ISBN 978-84-9841-582-7.
- – (2010). La visión abierta. Del mito del Grial al surrealismo. El Árbol del Paraíso 68. Madrid: Ediciones Siruela. ISBN 978-84-9841-439-4.
- Theoderich von Echternach, Hildegard von Bingen (2009, 2023).  Victoria Cirlot, ed. Vida y visiones de Hildegard von Bingen. Biblioteca Medieval 13; El Árbol del Paraíso 64, 107. Madrid: Ediciones Siruela. ISBN 978-84-7844-543-1.
- Cirlot, Victoria; Garí, Blanca (2008). La mirada interior. Escritoras místicas y visionarias en la Edad Media. El Árbol del Paraíso 59. Madrid: Ediciones Siruela. ISBN 978-84-9841-182-9.
- Cirlot, Victoria (2007, 2024). Figuras del destino. Mitos y símbolos en la novela artúrica medieval. El Árbol del Paraíso 40, 109. Madrid: Ediciones Siruela. ISBN 978-84-7844-836-4.
- –; Vega, Amador (2006). Mística y creación en el sXX. Barcelona: Herder Editorial. ISBN 978-84-254-2439-7.
- – (2005). Hildegard von Bingen y la tradición visionaria de Occidente. Barcelona: Herder Editorial. ISBN 9788425424113.
- Anónimo del siglo XIII (2000).  Victoria Cirlot, ed. Perlesvaus o El Alto Libro del Graal. Biblioteca Medieval 9. Cartoné. Madrid: Ediciones Siruela. ISBN 978-84-7844-495-3.
- Jaufré Rudel (1998).  Victoria Cirlot, ed. El amor de Ionh. Columna.